# 马国强
马国强（1963年11月—），男，回族，河北定州人。毕业于北京钢铁学院，在职研究生学历，硕士学位，高级会计师，1985年12月加入中国共产党，1986年9月参加工作。曾任武汉钢铁集团董事长，宝武钢铁集团董事长，中共湖北省委副书记兼武汉市委书记，现任湖北省人大常委会副主任。中国共产党第十九届中央委员会候补委员并于七中全会递补为委员。

## 生平

### 任职宝钢
马国强本科毕业于华中工学院（现华中科技大学），1984年硕士毕业于北京钢铁学院（现北京科技大学）。1995年，加入宝钢集团后，先后担任宝钢资金处副处长、计财部副部长、部长，宝钢集团公司副总经理等职务。2001年3月任宝钢集团有限公司副总经理、总会计师。2006年1月任宝钢集团有限公司党委常委、副总经理，2008年6月兼任广东钢铁集团有限公司董事。2009年4月，改任宝山钢铁股份有限公司董事会董事、总经理。

### 经营武钢
2013年7月，担任武汉钢铁（集团）公司总经理。2015年6月，担任武汉钢铁（集团）公司董事长、党委书记。2016年10月，担任新成立的中国宝武钢铁集团有限公司董事长、党委书记。

### 主政武汉
2017年10月召开的中国共产党第十九次全国代表大会上，马国强当选为第十九届中央委员会候补委员。2018年3月26日，55岁的马国强接替升任中共中央政法委员会秘书长的陈一新，任中共湖北省委副书记。7月20日，兼任中共武汉市委书记。9月7日，武汉市人大补选马国强为常委会主任，填补陈一新8月18日留下的空缺。2020年1月6日，马国强辞去武汉市人大常委会主任一职，此后他也因新冠肺炎事件期間防疫不力等问题遭到中国网民批评。疫情发生后，身为市委书记的马国强直到1月28日才首次出席新闻发布会回答记者提问。1月31日，马国强在接受央视新闻频道《新闻1+1》节目采访时称，自己现在很自責，如果早采取严厉的管控措施，结果会比现在好，对全国各地的影响會更小。此外馬國強在節目中還要求武漢慈善机构每三天发布接受捐赠的情况，捐赠物品使用的去向。
2020年2月13日，不再担任湖北省委副书记、常委、委员和武汉市委书记职务。

### 疫情之后
2021年8月，马国强任湖北省人大常委会党组成员。2022年1月当选省人大常委会副主任。2022年10月，在中共十九届七中全会上被递补为中共中央委员，但没有在随后召开的中共二十大上当选为中央委员或候补中央委员，因此其中央委员任期只有十天。
2023年1月，任湖北省人大常委会党组副书记、副主任。

## 评价
2020年1月27日，时任武汉市长周先旺接受央视专访时称：“我们的书记马国强同志，他是企业家出身，考虑问题比我周全，但是面对这种也可以说叫大是大非问题的时候当仁不让。”